# لامشتدت
لامشتدت (به آلمانی: Lamstedt) یک شهر در آلمان است که در بورده لامشتدت واقع شده‌است. لامشتدت ۳٬۳۸۱ نفر جمعیت دارد.

## خواهرخوانده
شهر ووادیسواوووو خواهرخواندهٔ لامشتدت هست.